# Trường Trung học phổ thông Nguyễn Thượng Hiền
Trường Trung học phổ thông Nguyễn Thượng Hiền  là một trường trung học phổ thông công lập có lớp chuyên tại Thành phố Hồ Chí Minh. 
Trường được thành lập vào cuối năm 1969, với tên gọi ban đầu là Trường Trung học Tân Bình.
Trường hiện có gần 2000 học sinh học ở ba khối lớp 10, 11 và 12 gồm các học sinh lớp chuyên, lớp chọn, lớp tích hợp (học các môn khoa học tự nhiên bằng tiếng Anh) và các lớp thường. Hiện nay, tất cả học sinh của trường đều được học tăng cường tiếng Anh.
Nhà trường tổ chức hoạt động phong trào sôi nổi cùng với chất lượng đào tạo hàng đầu thành phố, tỉ lệ học sinh giỏi cấp quốc gia, cấp thành phố và tỉ lệ đậu đại học rất cao. Trường THPT Nguyễn Thượng Hiền cũng là trường THPT có điểm chuẩn tuyển sinh lớp 10 công lập đứng đầu thành phố trong suốt hơn 20 năm liên tục.
Ngoài cổng chính, trường có cổng tại địa chỉ 649 Hoàng Văn Thụ, phường 4, quận Tân Bình, Thành phố Hồ Chí Minh.

## Lịch sử

### Trước 1975

Trường Trung học phổ thông Nguyễn Thượng Hiền trong niên khóa 1972 - 1973

Tháng 11 năm 1969, trường Trung học Tân Bình (tên trước đây của trường)  khai giảng niên khóa đầu tiên tại một ngôi trường đi thuê để học tạm là Trường tư thục Nhân Văn (nay là trường tiểu học Bành Văn Trân). Lúc ấy, trường Tân Bình mới thu nhận mười lớp học ở bậc Trung học đệ nhất cấp (cấp hai). Giáo viên khoảng hơn mười người.
Năm thứ hai, niên khóa 1970-1971, trường mới được xây xong. Thầy trò trường Tân Bình dời về ngôi trường mới chính là vị trí của trường THPT Nguyễn Thượng Hiền ngày nay, tọa lạc tại số 544 đường Lê Văn Duyệt, quận Tân Bình (nay là 544 đường Cách mạng Tháng 8). Trường gồm một dãy lầu hai tầng, 12 phòng. Tám phòng ở hai tầng trên dùng làm phòng học, bốn phòng dãy trệt làm khu hành chính.
Năm thứ ba, cơ sở trường xây dựng bổ sung thêm dãy lầu bên phải, hai tầng, 12 phòng. Lúc này, cả 24 phòng đều được sử dụng làm phòng học và ngày nay thường được gọi là khu A hay khu Cách mạng Tháng Tám.
Khoảng năm 1973, khi quân đội viễn chinh Ðại Hàn rút về nước, các khoảng đất trước đây do quân Hàn Quốc chiếm đóng làm doanh trại, nay được giao cho trường Tân Bình sử dụng. Từ đó, diện tích của trường mở rộng hơn. Ngày nay đó là khu vực thể thao và dãy lớp khu B của trường. Trường mở thêm các lớp đệ nhị cấp (cấp ba).
Niên khóa 1973-1974, trường đổi tên mới là Trường Trung học Nguyễn Thượng Hiền.

### Từ 1975 đến nay
Năm 1985, Nhà nước quyết định đổi tên trường thành Trường Cấp ba Nguyễn Văn Trỗi.
Sau đó vào năm 1987 đến nay, nhà trường lại được đổi tên thành Trường Trung học Phổ thông Nguyễn Thượng Hiền, vinh danh nhà nho học giỏi, hiếu nghĩa và yêu nước Nguyễn Thượng Hiền.
Từ năm 1984, trường đã ổn định và bắt đầu nhận bằng khen trường xuất sắc của ngành giáo dục thành phố, luôn đạt danh hiệu trường tiên tiến, lá cờ đầu của ngành, lá cờ đầu toàn quốc, các Huân chương Lao động hạng nhất, nhì, ba... Trường có tỉ lệ tốt nghiệp phổ thông thuộc loại cao nhất, điểm chuẩn tuyển sinh lớp 10 cao nhất thành phố trong suốt hơn 20 năm liên tục, tỉ lệ đỗ đại học cao, các giải cao trong các cuộc thi các thành phố, quốc gia và quốc tế. Ngoài ra trường cũng đạt nhiều thành tích xuất sắc trong các hoạt động về văn thể khác. 
Năm 1997, trường xây dựng khu thí nghiệm và hành chính đối diện nằm với tòa nhà thư viện và hội trường ngày nay bằng kinh phí tự túc. Một số phòng hiện đã thay đổi chức năng. Thư viện ngoại văn của trường cũng thuộc khu này. 
Năm 1999, trường được nhà nước đầu tư cho xây dựng, mở rộng, nâng cấp để trở thành một trường hoàn chỉnh, quy mô lớn. Nhà trường đã long trọng tổ chức lễ kỷ niệm 30 năm thành lập trường vào năm 2000.

### Các thành tích nổi bật của nhà trường
Ngày 20 tháng 11 năm 2008, trường đón nhận Huân chương lao động hạng Nhất do Nhà nước trao tặng. Cùng năm đó, nhà trường tiến hành nâng cấp phòng học vi tính, khu bán trú, xây dựng nhà thi đấu thể thao, xây mới hồ bơi và phòng tập thể hình với tổng kinh phí 33 tỷ đồng và khánh thành các hạng mục này tại lễ kỷ niệm 40 năm thành lập trường vào ngày 24 tháng 4 năm 2010.
Năm 2012, trường là cơ sở giáo dục đầu tiên tại Thành phố Hồ Chí Minh được công nhận đạt tiêu chuẩn 'Chất lượng giáo dục cấp độ ba' - cấp độ cao nhất trong các cấp độ kết quả kiểm định chất lượng giáo dục của cơ sở giáo dục phổ thông.
Năm học 2012-2013, nhà trường được Chủ tịch nước trao tặng Huân chương Độc lập hạng Ba, là một trong số ít trường THPT tại thành phố được nhận vinh dự này.
Trong các buổi lễ khai giảng, bế giảng và kỷ niệm Ngày nhà giáo Việt Nam, trường luôn được sự quan tâm của lãnh đạo thành phố. Trong buổi lễ khai giảng năm học 2012 - 2013, trường vinh hạnh được đón tiếp đồng chí Lê Thanh Hải, Ủy viên Bộ chính trị, Bí thư Thành Ủy thành phố và ông Lê Hồng Sơn, Giám đốc Sở Giáo dục và đào tạo. Tại buổi lễ, Bí thư Thành Ủy Lê Thanh Hải tin tưởng và mong muốn học sinh trường Trung học phổ thông Nguyễn Thượng Hiền luôn luôn học tập và làm theo lời Bác Hồ dạy, say mê học tập, rèn luyện đạo đức và lối sống để báo hiếu gia đình, trở thành người công dân ưu tú của Thành phố Hồ Chí Minh, của đất nước Việt Nam.

## Cơ sở vật chất
Tính đến năm học 2020-2021, cả trường có tất cả là 52 lớp, trong đó có 15 lớp chuyên, 8 lớp tích hợp và 33 lớp thường.  
Năm học 2024-2025, trường thu nhỏ quy mô, giảm còn 16 lớp 10 gồm: 8 lớp thường, 5 lớp chuyên, 3 lớp tích hợp.  

### Phòng học
Trường có 60 phòng học dành cho cả ba khối lớp, hiện tại chỉ có 50 phòng đang sử dụng, các phòng còn lại dùng làm phòng học ngoại khóa, một số không sử dụng. Trước đây, trung bình mỗi lớp có 45 đến 50 học sinh. Tuy nhiên, từ năm học 2010-2011, trường giảm bớt chỉ tiêu nhằm giảm sĩ số của mỗi lớp xuống còn 40 đến 45 học sinh mỗi lớp thường và khoảng 30 đến 40 học sinh mỗi lớp chuyên và tích hợp.
Từ năm học 2012 - 2013, trong mỗi phòng học đều được trang bị một bộ máy vi tính và một tivi LCD khổ lớn kết nối với máy tính để thực hiện việc trình chiếu trong giảng dạy.

Nhà thi đấu thể thao đa năng của trường, bên cạnh sân bóng đá mini cỏ nhân tạo

### Khu vi tính
Khu vi tính bao gồm 4 phòng vi tính riêng biệt để các học sinh thực hành môn tin học. Thế nhưng chỉ có 3 phòng được sử dụng, phòng còn lại nằm bên phải cửa vào khu vi tính có diện tích nhỏ, không còn đáp ứng được sĩ số các lớp nên không được sử dụng.

### Phòng thí nghiệm, thực hành
Trường có 3 phòng thí nghiệm, thực hành dành cho môn Vật lý, Hóa học và Sinh học ở tầng 3 và 4 của khu B với nhiều thiết bị chuyên dụng.

### Thư viện
Thư viện chính của trường nằm đằng sau phòng giáo viên, bao gồm rất nhiều đầu sách thuộc nhiều thể loại khác nhau đáp ứng nhu cầu tra cứu, tìm hiểu của học sinh. Học sinh được yêu cầu làm thẻ thư viện để mượn sách.
Thư viện ngoại văn của trường nằm trên tầng một của khu hành chính, bên cạnh phòng nghe nhìn số 1.

### Khu vực thể thao

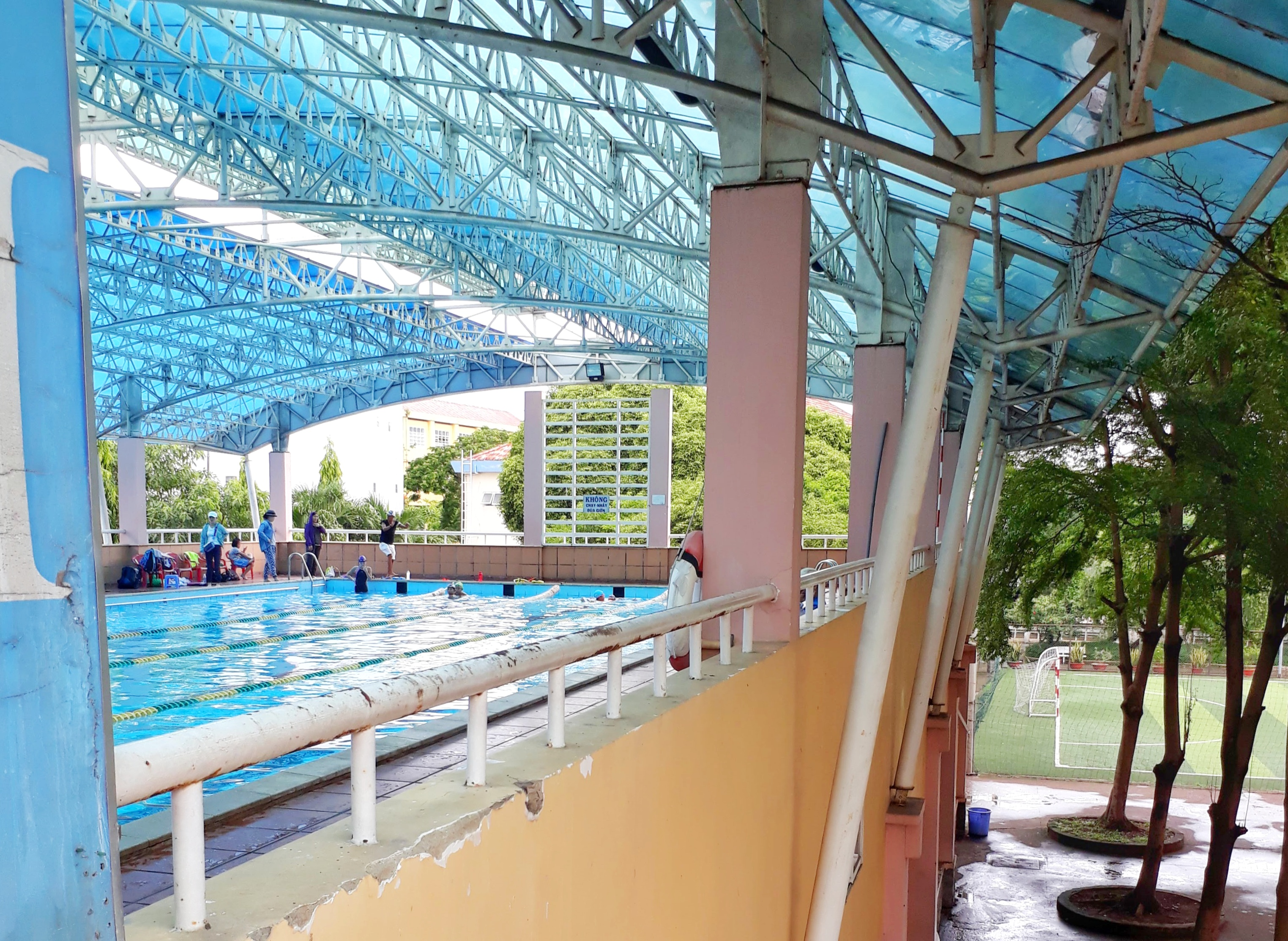
Hồ bơi của trường

Khu vực thể thao được nhà trường cho thuê, mở các lớp học dành cho mọi người chứ không chỉ riêng cho học sinh trong trường. 

#### Nhà thể thao đa năng
Nhà thi đấu của trường có diện tích 800 m², có mái che toàn bộ và khán đài lớn hai bên, dùng chủ yếu cho các môn bóng rổ và cầu lông. Nhà thi đấu còn được sử dụng cho để dạy học môn thể dục và giáo dục quốc phòng - an ninh, bên cạnh chức năng thi đấu thể thao. Bên trong nhà thi đấu còn các phòng dùng riêng cho bộ môn khiêu vũ, võ thuật, và các kho chứa đồ. 
Nhà thi đấu có một tầng hầm được sử dụng làm bãi giữ xe đạp và xe đạp điện cho học sinh.

#### Phòng tập thể hình và hồ bơi

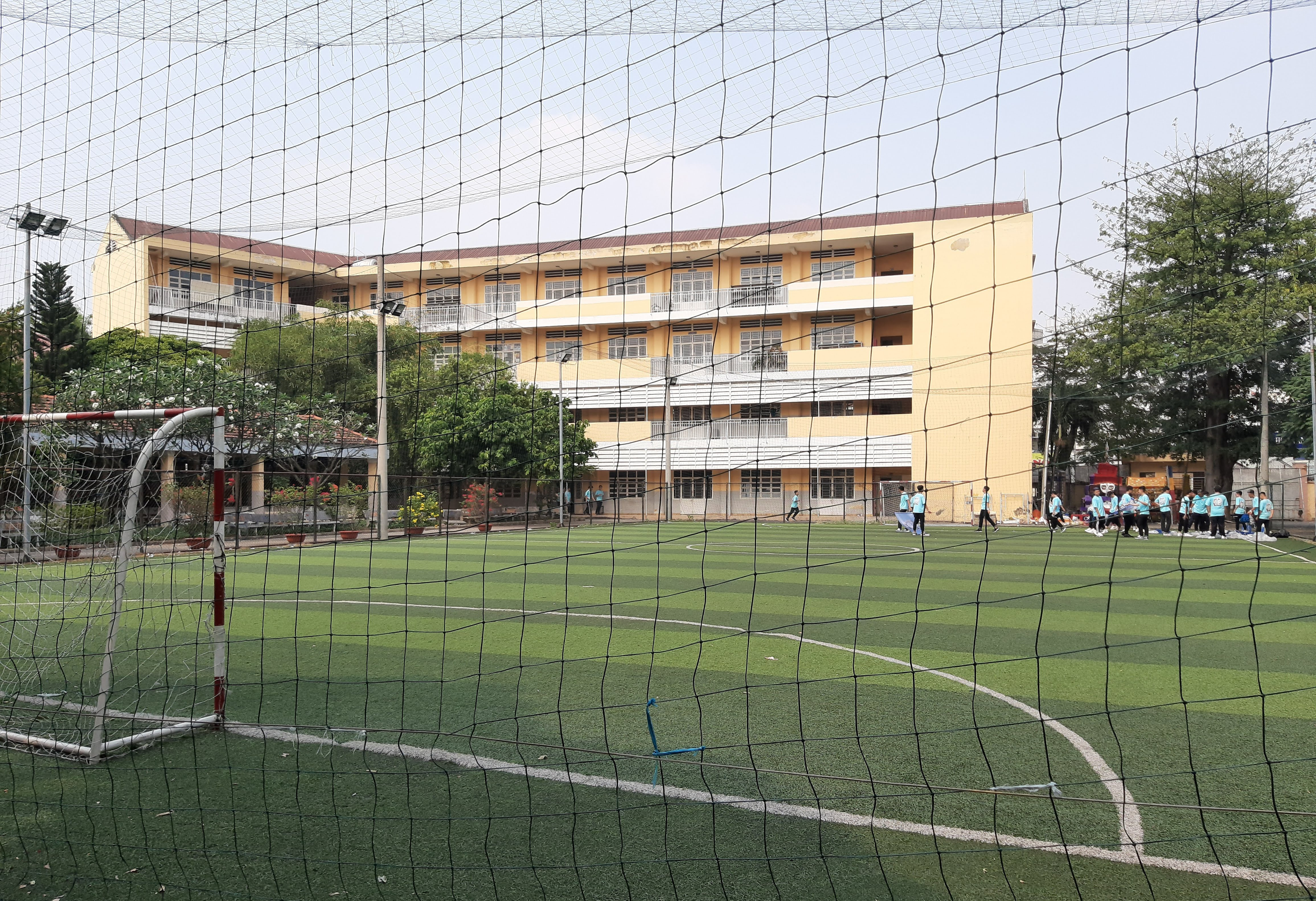
Góc nhìn từ sân bóng đá đến dãy phòng học Khu B

Phòng tập thể hình nằm ở tầng trệt, thường được sử dụng cho môn ngoại khóa là thể hình và được trường cho thuê.
Nằm ở tầng trên của phòng tập thể hình là hồ bơi. Cầu thang lên hồ bơi được lắp đặt ở bên ngoài phòng tập thể hình.

#### Sân bóng đá
Năm học 2010 - 2011, nhà trường nâng cấp sân bóng đá bằng việc lát mới loại cỏ nhân tạo, lắp đặt dàn đèn và lưới bảo vệ xung quanh sân. Sân có diện tích 1125 m².

### Khác
Trường còn có một phòng y tế bên cạnh phòng giáo viên, 4 phòng bộ môn được chia theo khối và 3 hội trường. Ngoài ra còn có một dãy phòng bán trú nằm phía sau nhà thi đấu.

## Các đời Hiệu trưởng - Hiệu phó
| Năm học          | Hiệu trưởng            | Hiệu phó                              |
| ---------------- | ---------------------- | ------------------------------------- |
| 1969-1970        | Nguyễn Ngọc Xương      |                                       |
| 1970-1975        | Nguyễn Tiến Thành      |                                       |
| 1975-?           | Lê Bền                 |                                       |
| 1977-1979        |                        | Lê Thị Mỹ Bích                        |
| 1978-1980        |                        | Lê Thị Phương Ngôn                    |
| 1978-1982        |                        | Văn Đức Kim                           |
| 1979-1982        |                        | Trần Kiết Hùng                        |
| 1982-1998        | Lê Bền                 | Nguyễn Hoài Chương                    |
| 1983-2003        |                        | Trương Quang Hiệp                     |
| 1985-1998        | Nguyễn Hữu Nghi        | Nguyễn Hoài Chương, Trương Quang Hiệp |
| 1998-2003        | Nguyễn Hoài Chương     | Hồ Cam Thanh, Trương Quang Hiệp       |
| 2003-2004        | Nguyễn Hoài Chương     | Hồ Cam Thanh, Trương Quang Dũng       |
| 2004-2012        | Hồ Cam Thanh           | Trương Quang Dũng, Võ Văn Dũng        |
| 2012-2013        | Hồ Cam Thanh           | Võ Văn Dũng, Trần Thị Phụng           |
| 2013-7/2014      | Võ Văn Dũng            | Trần Thị Phụng                        |
| 7/2014-3/2018    | Võ Văn Dũng            | Trần Thị Phụng, Nguyễn Ảnh Nam        |
| 3/2018 - 10/2018 | Trần Thị Phụng (quyền) | Nguyễn Ảnh Nam                        |
| 10/2018 - nay    | Lâm Triều Nghi         | Trần Thị Phụng, Nguyễn Ảnh Nam        |

## Hoạt động ngoại khóa
Trường có mở nhiều lớp ngoại khóa cho học sinh trong năm học. Những hoạt động ngoại khóa này là bắt buộc và học sinh được lựa chọn những môn học yêu thích để đăng ký, bao gồm:
| - Bóng chuyền - Bóng đá - Bóng rổ - Câu lạc bộ Hoá học - Bơi lội | - Nữ công - Hội họa - Organ - Thanh nhạc - Ghita - Kịch | - Cheerleading - Nhảy hiện đại - Múa bụng - Taekwondo - Karate - Nhiếp ảnh - Múa | - Bóng bàn - Thể hình - Câu lạc bộ Tiếng Anh - Câu lạc bộ Tin học - Câu lạc bộ Vật lý - Câu lạc bộ Sinh học - Cuộc thi Đấu Trường Alpha (Đường lên đỉnh Olympia cấp trường) |

Đây cũng là một trong những ngôi trường hiếm hoi nổi tiếng trên cả phương diện học tập lẫn phong trào thể thao, nghệ thuật. Trường luôn tiên phong, đạt nhiều thành tích lớn nhỏ trên toàn thành phố và cả nước, nổi tiếng trong số đó có Đội tuyển Bóng rổ nữ, Đội tuyển Bơi, Đội tuyển Cheerleading (LCT),..